# شي-هولك
إمرأه قوية ( جينيفر والترز) هي بطلة خيالية تظهر في الكتب المصورة الأمريكية التي نشرتها مارفل كومكس . تم إنشاؤها بواسطة الكاتب ستان لي والفنان جون بوسسيما ، ظهرت لأول مرة في المتوحشة هي—هالك # 1 ( غلاف مؤرخ في فبراير 1980). والترز هي محامية تلقت ، بعد إصابتها ، نقل دم طارئ من ابن عمها ، بروس بانر ، وحصلت على نسخة أكثر اعتدالًا من حالة هالك. على هذا النحو ، تصبح والترز نسخة كبيرة وقوية وذات لون أخضر لنفسها ؛ ومع ذلك ، على عكس بانر ، لا تزال تحتفظ بشخصيتها إلى حد كبير: على وجه الخصوص ، تحتفظ بمعظم ذكائها وتحكمها العاطفي ، على الرغم من أنها مثل هالك لا تزال عرضة لنوبات الغضب وتصبح أقوى بكثير إذا غضبت. في سلسلة لاحقة ، يكون تحولها دائمًا ، وغالبًا ما تكسر الجدار الرابع لتأثير روح الدعابة وتشغيل الكمامات.

## روابط خارجية
- شي-هولك في ويكي عالم مارفل
- She-Hulk
- She-Hulk في قاعدة بيانات الأبطال الخارقين
- دي بلييك ، أوجي (31 مارس 2009). "النظر إلى الوراء في المثيرة She-Hulk" . CBR.com .